# Хейг, Уильям
Уильям Джефферсон Хейг, барон Хейг Ричмондский (англ. William Jefferson Hague, Baron Hague of Richmond; род. 26 марта 1961, Ротерем, Йоркшир и Хамбер) — британский политик; лидер Консервативной партии Великобритании (1997—2001), министр иностранных дел Великобритании (с 11 мая 2010 по 14 июля 2014 года) в кабинете Дэвида Кэмерона.

## Ранние годы
Родился в семье, занятой в малом бизнесе по производству безалкогольных напитков, ходил в местные государственные школы. Учился в Оксфордском университете, являлся председателем дискуссионного клуба «Оксфордский союз». С отличием окончил курс философии, политики и экономики, работал по окончании университета в Shell Oil Company (американское подразделение Royal Dutch Shell), а через год — в McKinsey and Co.

## Начало политической карьеры
Впервые привлёк к себе внимание в 1977 году, выступив в 16-летнем возрасте на конференции Консервативной партии с пламенной речью против чрезмерно разросшихся полномочий государства. В 1989 году избран в Палату общин от «надёжного» консервативного округа Ричмонд (графство Норт-Йоркшир). В 1995—1997 годах занимал должность министра по делам Уэльса в кабинете Джона Мейджора.

## Лидер оппозиции
После сокрушительного поражения консерваторов на выборах 1997 года лейбористам Тони Блэра и ухода с постов премьер-министра страны и лидера партии Джона Мейджора, с 1997 по 2001 год Хейг занимал пост лидера Консервативной партии Великобритании. Ушёл в отставку после нового поражения от лейбористов Тони Блэра на выборах в 2001 году.

## В кабинете Кэмерона
11 мая 2010 года Дэвид Кэмерон сформировал коалиционное правительство консерваторов и либеральных демократов, в котором Хейг получил портфель министра иностранных дел. 12 мая 2010 года заявил, что будет проводить «отчётливо британскую внешнюю политику» («distinctively British foreign policy»).
15 июля 2014 года Дэвид Кэмерон произвёл массовые кадровые перестановки в кабинете, переместив Хейга на должность лидера Палаты общин.
11 мая 2015 года Кэмерон сформировал по итогам парламентских выборов своё второе правительство. Сам Хейг в палату общин не переизбирался.

## Член Палаты общин
В Палате общин Хейг голосовал за начало войны в Ираке, за расследование обстоятельств начала войны в Ираке, против запрета на охоту, против предоставления равных прав представителям сексуальных меньшинств, за замену ракет «Трайдент», против предложенных лейбористами антитеррористических законов, против исключения наследственных пэров из Палаты лордов, против запрета на курение.

## Член Палаты лордов
9 октября 2015 года возведён в пожизненные пэры с титулом барон Хейг Ричмондский и таким образом стал членом Палаты лордов.